# Munții Măgura Codlei

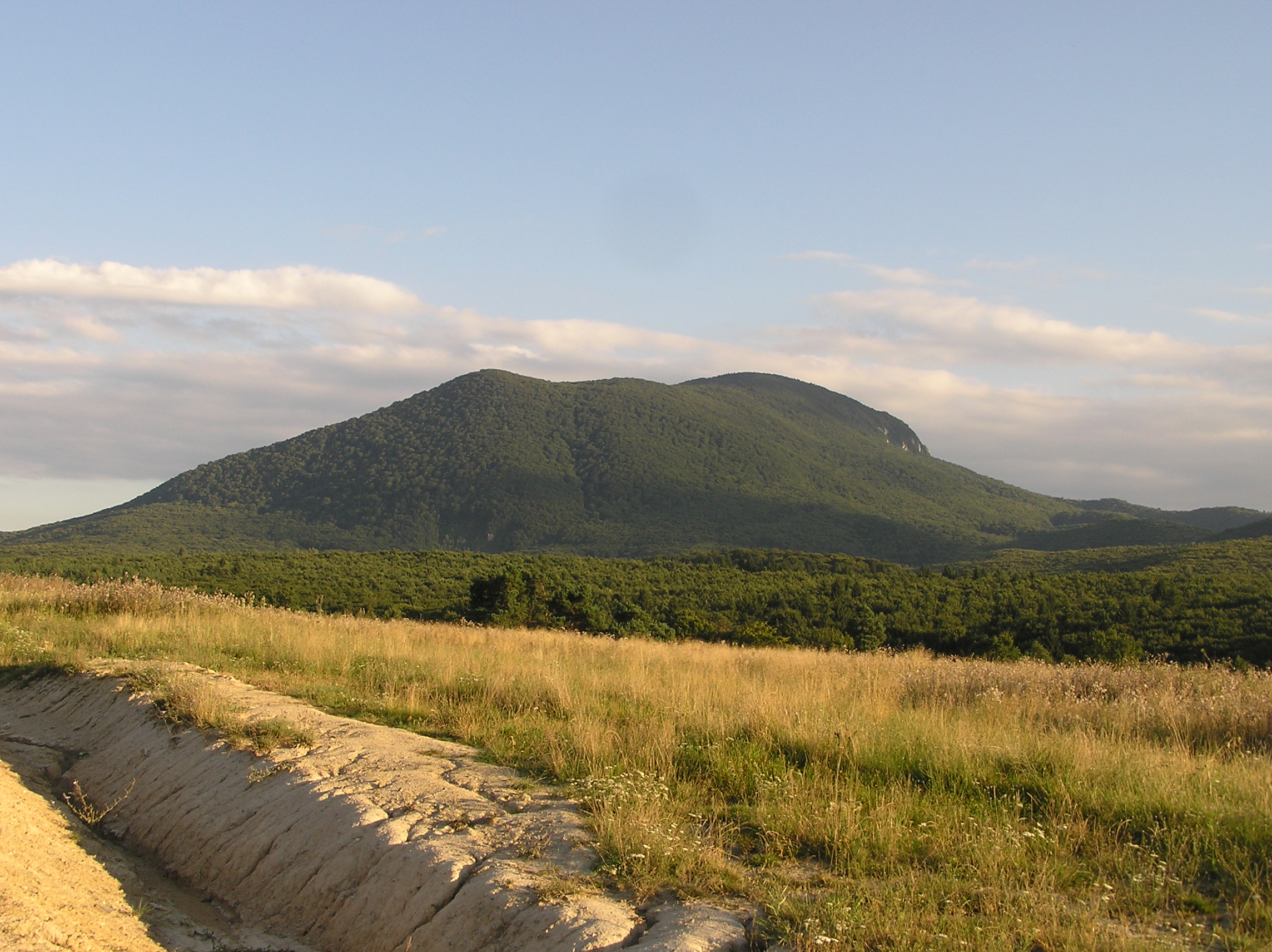
Măgura Codlei

Măgura Codlei

Munții Măgura Codlei  sunt o grupă muntoasă a Carpaților de Curbură, aparținând de lanțul muntos al Carpaților Orientali. Cel mai înalt pisc este Vârful Măgura Codlei, având 1.294 m.

## Galerie de imagini

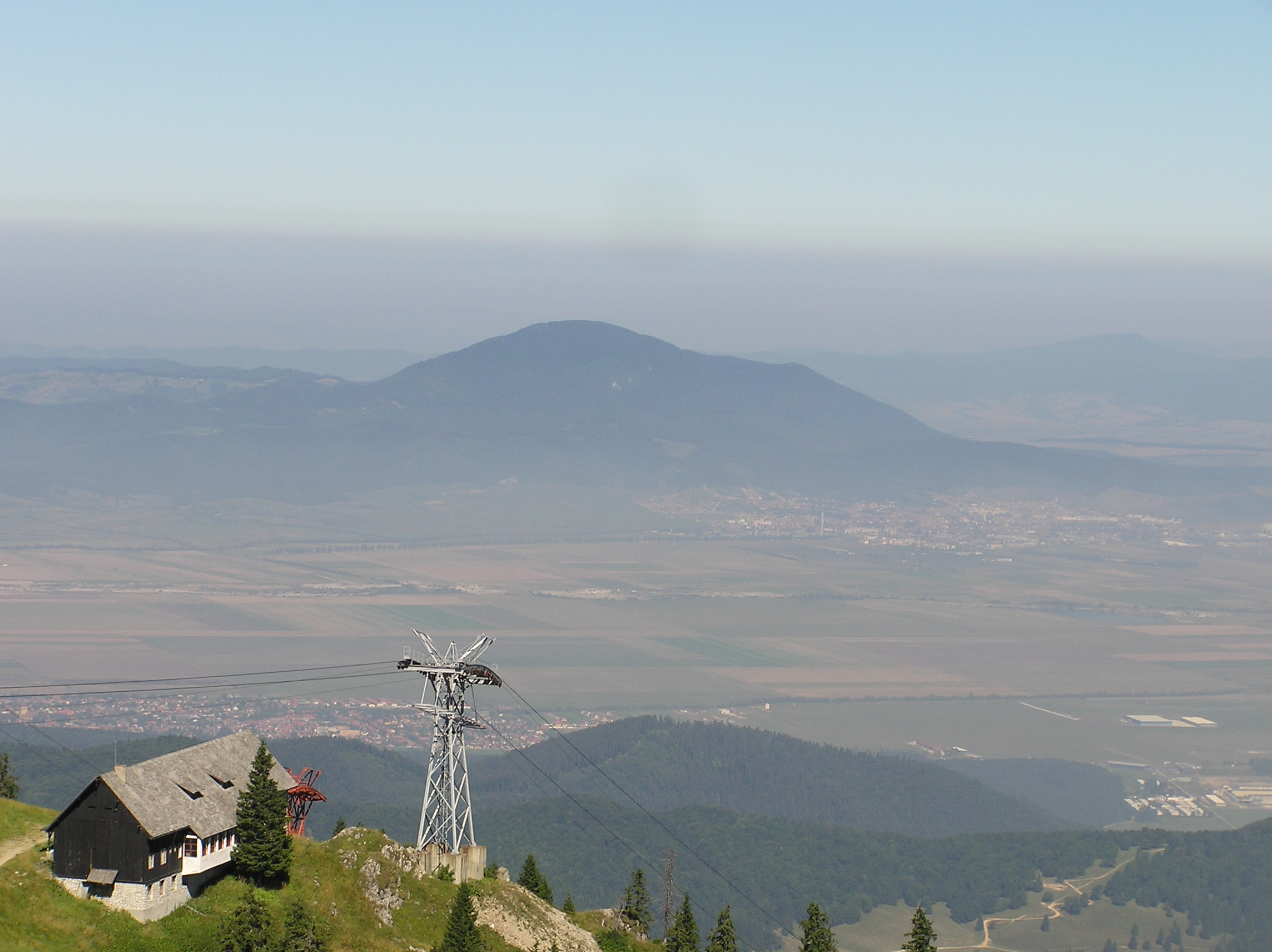
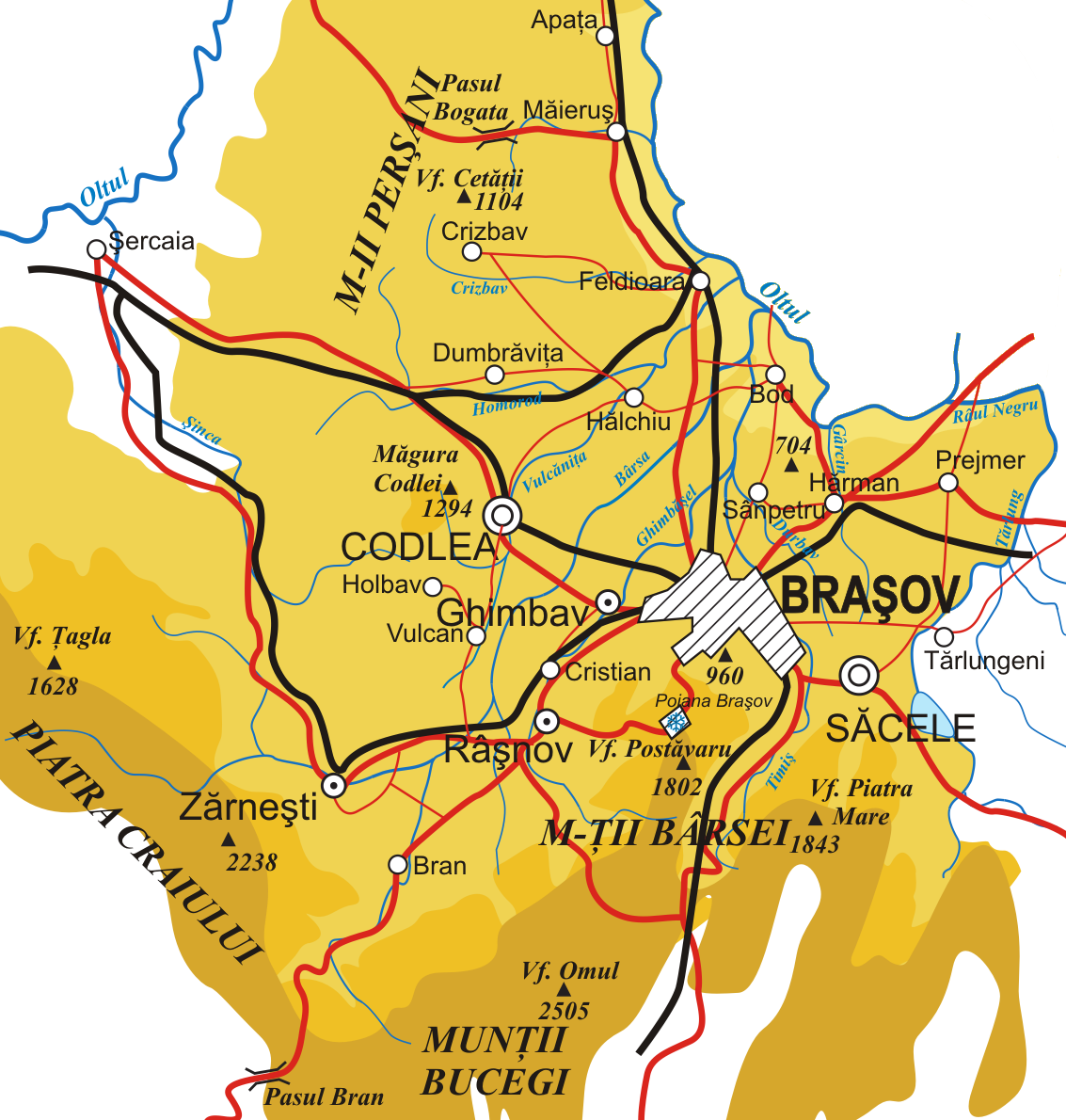
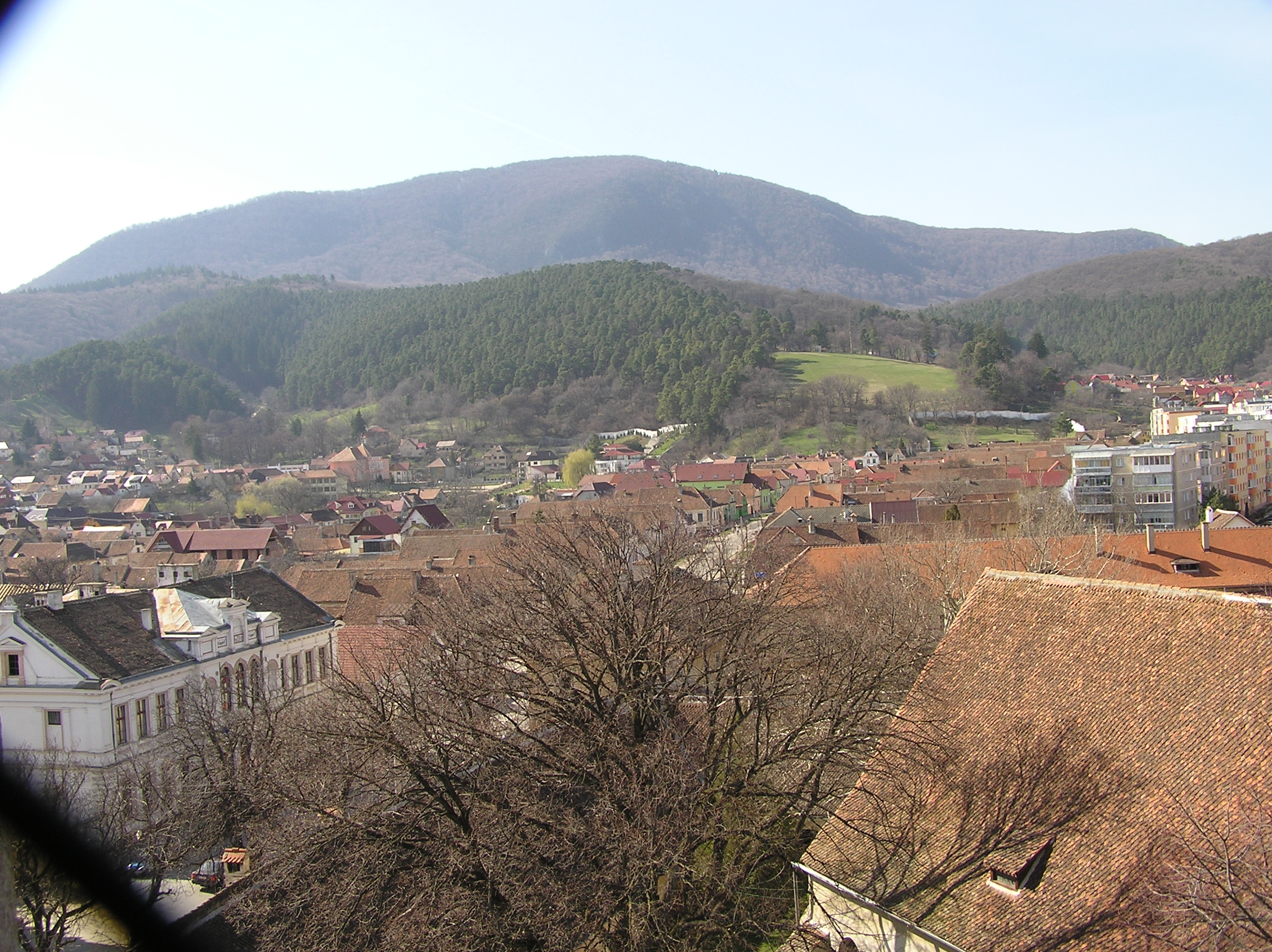
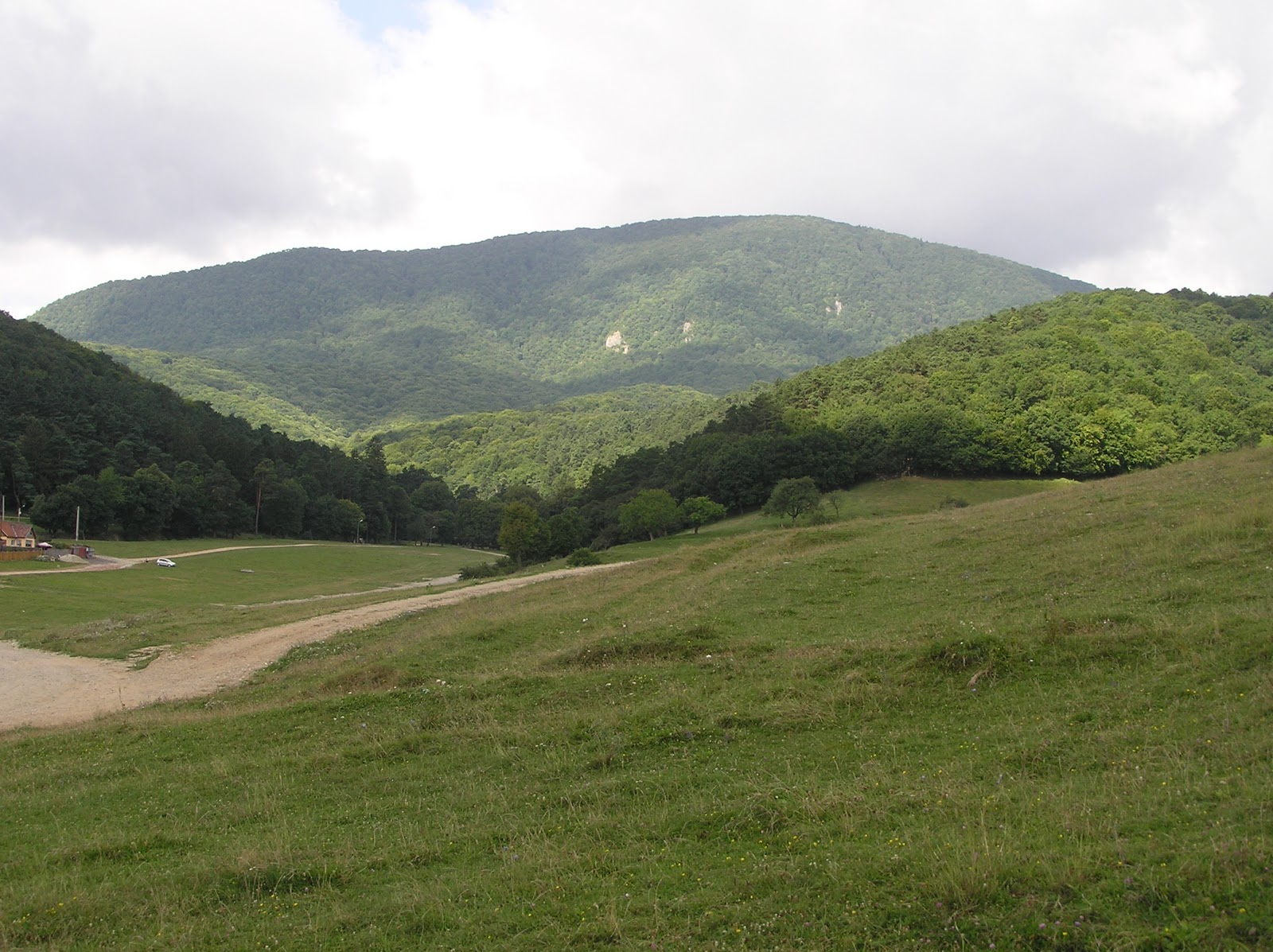